# Dárek pro Moniku
Dárek pro Moniku je dětská psychologická novela spisovatelky Hany Pražákové z roku 1970.

## Obsah
Pětiletá dívka Klárka náhodně vyslechne rozhovor dospělých, ze kterého vyplývá, že její nejlepší kamarádka Monika přišla při nehodě o otce. Začne si uvědomovat pojem smrt a přemýšlet o něm. Rodiče jí vysvětlí, že smrt je definitivní konec života, že Monika svého tátu už nikdy neuvidí; ale zemřít musí jednou úplně všichni lidé (i rodiče Klárky, i ona sama, i její malá sestřička Verunka, kterou má nejradši na světě). Ale není třeba se toho obávat, protože jednak se tak stane až za velmi dlouho, a dále, že smrt je zákon a přirozená součást života.
Klárka to zhruba pochopí, ale nezdá se, že by ji to uspokojilo. Každopádně však cítí, že by měla Moniku nějak potěšit. Rozhodne se dát jí nějaký neobyčejný dárek, který by měl velmi vysokou citovou hodnotu. K tomu účelu vybere dřevěného vyřezávaného beránka z vánočního betléma (po svém dědečkovi, kterého nepoznala). Ve své dětské duši vytvoří trochu absurdní myšlenkovou konstrukci: sama totiž kdysi na Velikonoce dostala od Moničina otce také beránka; a proto, když teď dá Monice jiného beránka (navíc po svém dědečkovi, který rovněž umřel), bude to, jako kdyby ho Monice poslal její táta.
Jenže, čím více o tom přemýšlí, tím silnější citový vztah si k tomu beránkovi utváří sama. Na jednu stranu chce potěšit truchlící kamarádku dárkem, který pro ni hodně znamená, na druhou stranu jej však právě proto nechce nikdy ztratit.
Tento vnitřní konflikt v ní posléze vygraduje až do stadia psychosomatického kolapsu, následkem čehož je hospitalizována. Lékaři si s ní dlouho nevědí rady: má horečky, nechce jíst a především je naprosto apatická. Příčinu nikdo nechápe; nejzkušenější lékař začne mít podezření na psychický původ nemoci a konzultuje s rodiči, co se v poslední době událo.
Nakonec jim doporučí, aby jí do nemocnice poslali něco, co měla hodně ráda. Malá sestřička to být nesmí, a tak tedy pošlou beránka... A tím nastává zlom. Nejprve se o něj strašlivě pohádá s jinou dívkou, která se domnívá na základě faktu, že balíček s beránkem nebyl označen žádným jménem, že Klárce nepatří. Tato situace Klárku vnitřně probudí a ve snaze obhájit si beránkovo vlastnictví začne mluvit a doktorovi všechno převypráví. Od té chvíle se její zdravotní stav zlepšuje, začíná jíst a postupně se uzdravovat.
Po propuštění domů za ní přijde na návštěvu Monika. Klárka s úžasem zjišťuje, že Monika už smutná není, protože tragickou událost v její rodině zastínila radostná zpráva: Moničina matka čeká druhé dítě, krátce před manželovou smrtí totiž otěhotněla. Klárka konečně pochopí, jak člověk může přelstít smrt, a co dává životu smysl i přesto, že je konečný. Z radosti nad tím dá Monice jiný dárek a svého milovaného beránka si ponechá.

## Význam
Kniha byla inspirována skutečnou událostí – úmrtím dramatika Miloše Rejnuše, s nímž se autorka dobře znala.
Přestože kniha navenek vyznívá ryze ateisticky (v souladu s dobou, ve které byla vydána), sama autorka v roce 2009 v rozhovoru pro Český rozhlas odhalila její skrytý křesťanský podtext.
Ústřední motiv, kterým je prostá věta „Jsem s tebou“, se v knize objevuje na několika místech. Lístek s tímto nápisem zanechá ve dveřích rodinná přítelkyně Moničiny matky poté, co se dozvěděla o tragické události. Klárka si tento lístek přečte a později si čmárá ta tři slova do písku, aniž by jim rozuměla. Když potom v noci přemýšlí o smrti a nemůže usnout, její otec ji těmito slovy utěšuje. Když leží v nemocnici, slýchá je od návštěv. A konečně když rodiče na lékařovu radu posílají do nemocnice beránka, jsou tato slova napsána na papíru, ve kterém je beránek zabalen.
Podle autorky je to myšleno jako skryté vyjádření křesťanského poselství naděje, jakýsi vzkaz od Boha pro člověka. Je to však naznačeno jen velmi nepatrně, aby kniha mohla projít tehdejší normalizační cenzurou.

## Vydání
Kniha byla přeložena do několika světových jazyků. V češtině vyšla třikrát samostatně, v letech 1970, 1985 a naposledy v roce 2000. Kromě toho vyšla ještě v roce 1976 v rámci souborné dětské knihy Trojlístek.